# Julia Lloyd
Julia Lloyd (* 13. April 1867 in Wednesbury, Staffordshire; † 7. April 1955 in Exmouth, Devon) war eine englisch-britische Lehrerin und Aktivistin für vorschulische Bildung. Sie interessierte sich für neue Methoden der Kleinkindererziehung in Kindergärten und eröffnete den ersten Kindergarten in Birmingham, der auf den Prinzipien der Fröbel-Pädagogik basierte.

## Leben
Lloyd war die achte Tochter in einer Familie von zehn Töchtern und zwei Söhnen von Samuel Lloyd (1827–1918), einem Reidemeister, und seiner Frau Jane Eliza, geborene Janson (1839–1895). 1870 zog die Familie auf eine Farm in Sparkbrook, heute ein Teil von Birmingham. Die Familie war Teil des ausgedehnten Netzwerk von Quäkerfamilien in Birmingham zu dieser Zeit.
Lloyd besuchte ab 1881 die einzige Schule für Mädchen, die Edgbaston High School for Girls. Im Jahr 1888 lernte sie bei Caroline Bishop am ihr der eingerichteten Froebel College in Edgbaston, deren Konzepte für Kleinkindererziehung kennen. Danach arbeitete sie in zwei verschiedenen Kindergärten. Von 1895 bis 1896 studierte Lloyd in Deutschland bei Annette Hamminck-Schepel am Pestalozzi-Fröbel-Haus in Berlin und kehrte dann zurück, um mit Bishop zu arbeiten.
Lloyd war daran interessiert, das Interesse der School Board von Birmingham an Kindergärten zu wecken. Sie erkannte, dass das School Board die Konzepte eher als Möglichkeit ansah, den konventionellen Unterricht aufzupeppen, während Lloyd sie als Grundlage für die Bildung der Kinder sehen wollte. Auf Initiative von Lloyd hin entstand 1904 nach ihrem Konzept der Greet Free Kindergarten in einem Armenviertel von Birmingham, das damals noch Greet hieß. Geraldine Cadbury stellte hierfür einen Raum hinter einem Versammlungshaus der Quäker zur Verfügung und der Kindergarten wurde mit Personal aus Froebel College eröffnet. Es war der erste Kindergarten in Birmingham. Die Kinder bauten ihr eigenes Gemüse an, besuchten Bauernhöfe und verarbeiteten das Fell ihres Lieblingslammes mit ihren eigenen Händen zu gestrickten Kleidungsstücken für das Puppenhaus.
Das Lob, das sie für den Kindergarten in Greet erhielt, ermöglichte ihr 1907 die Eröffnung eines zweiten Kindergartens, der wiederum in einem armen Viertel von Birmingham lag. Die Wahl fiel auf ein Frauenzentrum in der Summer Lane, und Lloyd übernahm eine starke Führungsrolle, ließ ihren Mitarbeitern aber auch die Freiheit, Verantwortung zu übernehmen. Auch hier besuchten die Kinder Bauernhöfe und erhielten Anregungen, während sie spielten und an Aufgaben rund um Haustiere und Gartenbau arbeiteten. Der Greet-Kindergarten wurde von Erziehern und Inspektoren gelobt, die feststellten, dass die Kinder kooperierten und gleichzeitig Lloyds Ziele erreichten, nämlich nicht nur die Intelligenz, sondern auch die Neugier, die sozialen Fähigkeiten, die Hygiene und die Ordnung zu verbessern.
Im folgenden Jahr wurde ein dritter Standort eröffnet. Mit drei Standorten wurde die Birmingham People’s Kindergarten Association mit Lloyd als ehrenamtlicher Sekretärin gegründet. Im darauf folgenden Jahr wurde der Education Act 1918 verabschiedet, der die Vorschulerziehung zu einem gesetzlichen Recht machte. Eine kürzlich eröffnete vierte Kindertagesstätte wurde in der Hoffnung geschlossen, dass die Local Education Authorities (LEA) nun für die Vorschulerziehung sorgen würden. Die LEA stellten zwar Geld für Lloyds kostenlose Kindergärten zur Verfügung, und Margaret McMillans Kindergarten in Deptford war der erste, der 1917 von der LEA finanziert wurde, aber im Gesamten übernahmen die lokalen Behörden nicht die Verantwortung, die sich Lloyd und andere erhofft hatten. 1923 nahm Lloyd an einer Konferenz in Manchester teil, auf der die Nursery Schools Association (NSA, später NSA of Great Britain) gegründet wurde. 1926 fand die Jahreskonferenz der NSA in Birmingham statt, das zusammen mit den umliegenden Gebieten den ersten der neuen Zweige der Vereinigung bildete, der aus der Birmingham People’s Kindergarten Association hervorging. Der Birmingham-Zweig war dann auch ein Motor der NSA in den 1920er Jahren.
Bishop starb an einer Herzinsuffizienz in einem Pflegeheim in Exmouth. Sie machte eine Reihe von kleineren wohltätigen Vermächtnisse, förderte aber insbesondere einen Lehrauftrag für Sozialphilosophie an der University of Birmingham.
Die heutige Selly Oak Nursery School geht auf den 1904 von Lloyd, Cadbury und Bishop eröffneten Greet Free Kindergarten, später Nursery School zurück. Als Lloyd 1955 starb, erklärte das Selly Oak Committee, man sei „stolz auf die Verbindung zu ihrer Pionierarbeit für die Kinder der Stadt“.